# St. Andreas (Kaltensondheim)

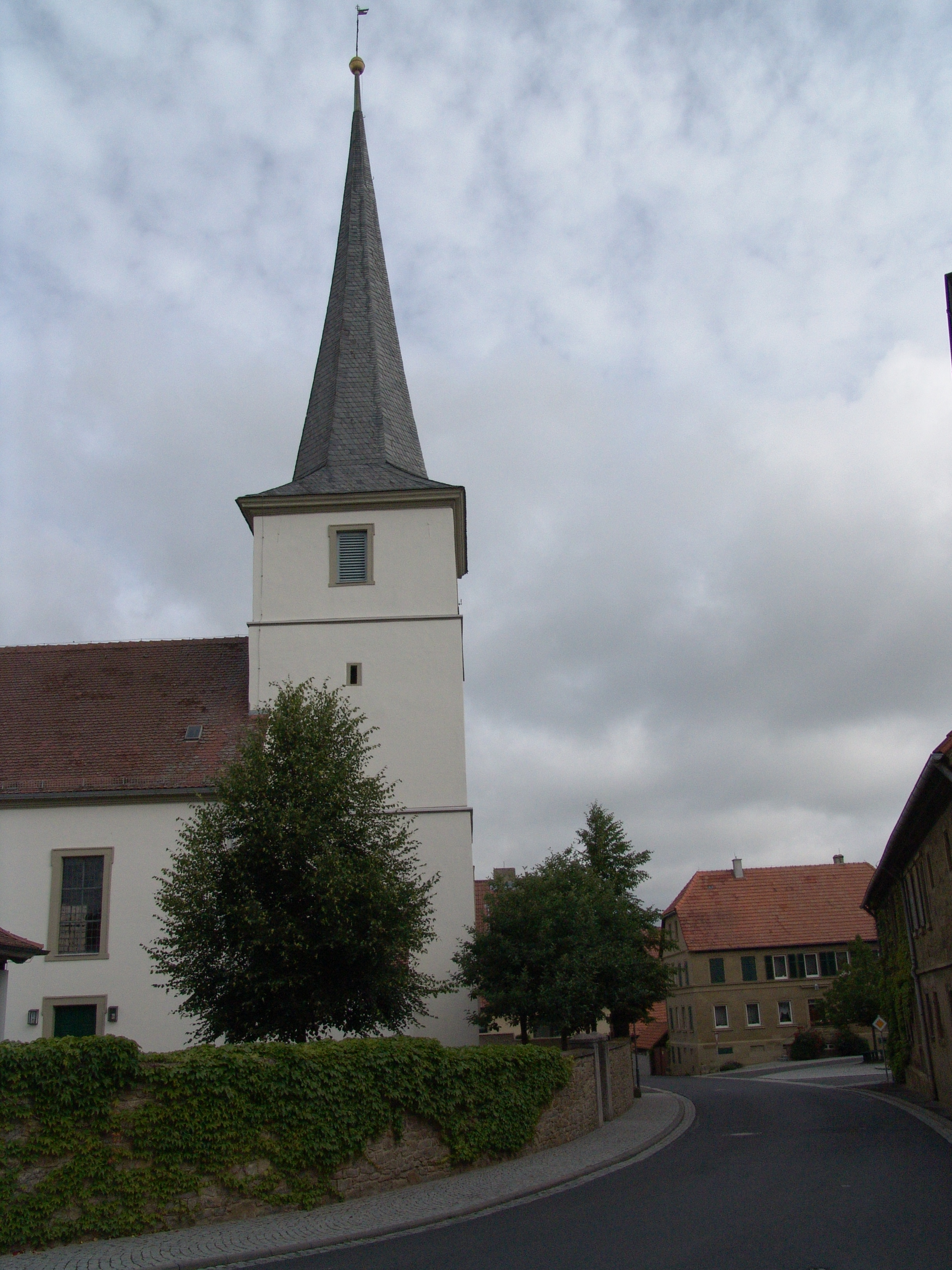
Die Kirche in Kaltensondheim

Die Kirche St. Andreas ist ein Gotteshaus im unterfränkischen Kaltensondheim. Die Kirche wird als Simultankirche sowohl von der evangelisch-lutherischen, als auch von der katholischen Gemeinde genutzt und ist somit Teil des Evangelisch-Lutherischen Dekanats Kitzingen und des Dekanats Ochsenfurt.

## Geschichte
Kaltensondheim wurde erstmals im Jahr 1290 in den Quellen erwähnt. Ob zu diesem Zeitpunkt bereits ein Gotteshaus im Ort existierte, ist unklar. Noch im Mittelalter wurde jedoch eine der heiligen Maria geweihte Kapelle an der Stelle der heutigen errichtet. Die Dorfherren, die Herren von Seinsheim, waren für diesen Kirchenbau verantwortlich. Sie führten auch in der Mitte des 16. Jahrhunderts die Reformation in Kaltensondheim ein, sodass viele Dorfbewohner den neuen Glauben annahmen. Im Zuge dessen errichtete man 1579 bis 1586 die Kirche neu.
Im Dreißigjährigen Krieg musste der Ort viele Zerstörungen über sich ergehen lassen und fiel fast wüst. Erst die Herren von Schwarzenberg sorgten 1663 für den Wiederaufbau. Gleichzeitig forcierten die neuen Herren auch die Wiederansiedlung von katholischen Bewohnern im Dorf. Bald war der Anteil der Katholischen im Dorf höher als der der Protestanten.
Die Jahre 1711 und 1712 waren geprägt vom Neubau der kleinen Dorfkirche, 1731 wurde noch der Turm fertiggestellt. Bald darauf schlossen die Konfessionen einen Simultanvertrag ab, der beiden Gemeinden die Nutzung des Gebäudes erlaubte. Die neue Kirche erhielt als Patron den heiligen Andreas. Das Bayerische Landesamt für Denkmalpflege ordnet die Andreaskirche als Baudenkmal ein. Untertägige Reste von Vorgängerbauten sind als Bodendenkmal gelistet.

## Architektur
Die Kirche präsentiert sich als Saalbau. Sie ist geostet und weist im Osten einen Chorturm auf. Der Turm besitzt drei Geschosse, die auch nach außen durch Gurtgesimse zu erkennen sind. Er wird durch schlichte Rechteckfenster mit geohrten Rahmungen belichtet und schließt mit einem Spitzhelm ab. Das Langhaus schließt mit einem Satteldach ab, wie auch der Turm wurden einfache Rechteckfenster angebracht.

## Ausstattung

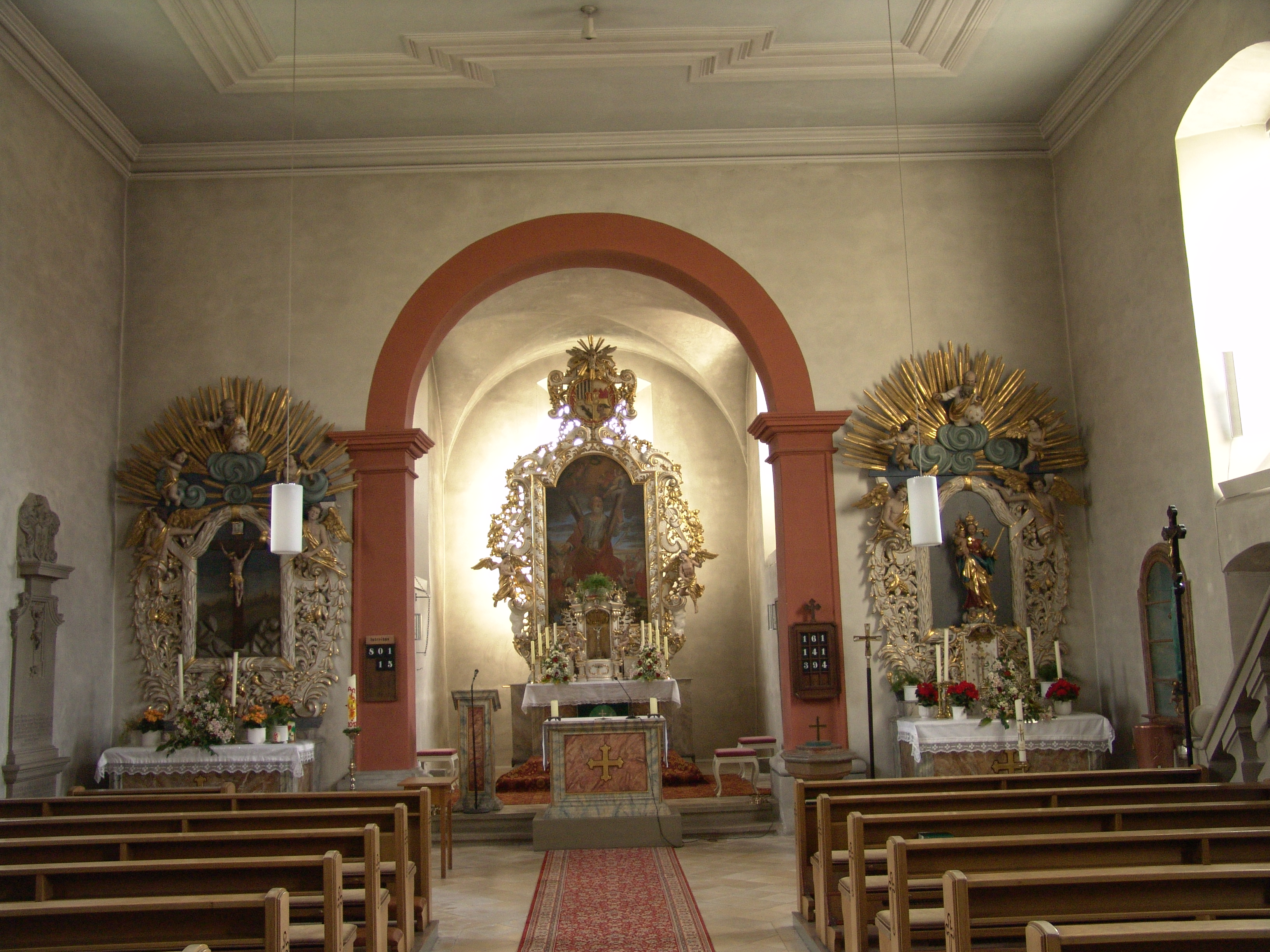
Das Kircheninnere mit den drei Altären

Die Ausstattung im Kircheninneren wird von den drei Altären dominiert. Der Hochaltar im Chor zeigt in seinem Blatt die Marter des Kirchenpatrons Andreas. Er kam um die Erbauungszeit des barocken Kirchengebäudes im 18. Jahrhundert hierher. Das Blatt wird von Rankwerk und musizierenden Engeln eingerahmt, der Auszug wird durch ein Wappen der Herren von Schwarzenberg gebildet. Der Tabernakel ist ähnlich wie der Altar selbst verziert.
Auch die Seitenaltäre links und rechts des Chorbogens wurden ähnlich geschaffen. Sie stammen ebenfalls aus dem 18. Jahrhundert. Links ist statt eines Blattes die plastische Figur des Gekreuzigten zu sehen, ein Auszug wurde durch die Figur des Gottvaters mit Weltkugel im Strahlenkranz ersetzt. Rechts steht der Marienaltar mit der Figur der Himmelskönigin. Auch hier wurde eine Gottvaterplastik oberhalb des Aufbaus angebracht. Ein Kruzifix im Langhaus weist ebenfalls Formen des Barocks auf.
Älteren Datums sind die zwei Epitaphien, die in die Wände des Langhauses eingemauert wurden. Eines ist der Familie Frick zuzuordnen. Der Taufstein mit Engelsköpfen im Sockel entstammt dem Vorgängerbau von 1586 und geht auf eine Stiftung zurück. Um 1600 kam die schlichte, hölzerne Kanzel in die Kirche. Sie weist in ihrem Korpus Halbfiguren der Evangelisten auf. Die Orgel wurde von Johann Philipp Seuffert 1751 geschaffen und besitzt einen fünfteiligen Prospekt mit Lambrequins.